# Reinhard Delau
Reinhard Delau (* 2. März 1940 in Huta Głodowska (deutscher Name: Glodowo-Hütte bzw. Lodenhütte)) ist ein deutscher Journalist und Schriftsteller, der sich als DDR-Diplomat in seinen Werken den islamischen Ländern zugewandt und später der sächsischen Geschichte sowie der Dresdner Gegenwart angenommen hat.

## Leben und Wirken
Reinhard Delau wurde 1940 in dem damals Lodenhütte genannten Ort Huta Głodowska als Sohn eines Bauern geboren. 
Mit seiner Mutter siedelte er 1949 in die Sowjetische Besatzungszone Deutschlands über. Als Jugendlicher war er zwischen 1952 und 1958 von Romanen fasziniert, die in fernen Ländern spielen, wie Der Schatz der Sierra Madre von B. Traven. So wurde seine Weltneugier geweckt. 1955 beendete er die Schule und absolvierte von 1955 bis 1958 eine Lehre zum Maurer mit anschließender Berufsausübung.
Von 1958 bis 1960 verrichtete er seinen Dienst bei der Grenzpolizei und besuchte währenddessen die Abendoberschule, die er mit dem Abitur abschloss. Danach studierte er von 1960 bis 1964 Germanistik und Geschichte am Pädagogischen Institut zur Lehrerausbildung in Leipzig.
1963 begann er mit dem Schreiben von Reportagen und Feuilletons. Das Staatsexamen legte er 1964 ab. 1964 und 1965 war er für zwei Semester am Leipziger Institut für Literatur „Johannes R. Becher“ eingeschrieben. Das Studium setzte er auf eigenen Wunsch nicht fort. Stattdessen übernahm er bis 1969 eine Lehrerstelle an der EOS in Merseburg. In dieser Zeit, um 1966, wurde er Mitglied der SED.
Mit der Empfehlung von in verschiedenen Zeitungen und Anthologien veröffentlichten Reportagen, Porträts und Kurzgeschichten trat er 1969 in die Redaktion der Freiheit in Halle (Saale) ein, wo er sich auf Einzelreportagen und Reportageserien spezialisierte.
Von 1971 bis 1975 bildete er ägyptische Germanistikstudenten an der islamischen Universität Al-Azhar in Kairo aus. Dort nahm der BND zu ihm Kontakt auf, er meldete dies aber in der DDR-Botschaft.
1974 trat Delau zum ersten Mal als Buchautor in Erscheinung: Zusammen mit einem Kollegen verfasste er unter dem Titel Zeit für Zaubersprüche einen Reportageband über die Rekonstruktion des tausendjährigen Merseburg. Von 1975 bis 1979 war er (anfangs stellvertretender) Redaktionsleiter von Illustrierte aus der DDR im Verlag Zeit im Bild, Dresden. Das war eine im Auftrag der Auslandsinformation der DDR herausgegebene Auslandsillustrierte für den arabischen Raum und die Länder Afrikas. Sie erschien in Arabisch, Englisch, Französisch und Suaheli und hatte die Aufgabe, die DDR politisch, wirtschaftlich und kulturell vorzustellen. 1977 veröffentlichte er unter dem Pseudonym Dietmar Dierenberg ein erstes nur eigene Textbeiträge enthaltenes Buch. Gelächter an den Pyramiden fasste seine gesammelten Erfahrungen aus der Zeit in Ägypten zusammen.
Ab 1979 war er beim Ministerium für Auswärtige Angelegenheiten der DDR tätig und wurde von 1980 bis 1982 als Kulturattaché an der Botschaft der DDR in Tripolis eingesetzt.
Aus dem Jahr 1980 stammt die aus seinen Erfahrungen schöpfende Erzählung Versuchung am Nil. Die Neue Zeit gab ihren Lesern als Orientierung mit: „Der Versuch einer sozialpsychologischen Bestandsaufnahme, Prosa, die in konkret beschriebene Verhältnisse eingebunden ist.“
Im März 1982 war er wieder in der DDR als politischer Mitarbeiter des Ministeriums für Auswärtige Angelegenheiten tätig und im selben Jahr noch verlagerte er sein Betätigungsfeld ganz auf den Journalismus und die Schriftstellerei.
DDR-weit besprochen wurde der 1985 erschienene Erzählungenband Ein heißer Wüstentag. Diese „Milieuschilderungen“, hieß es in den Rezensionen, seien „unprätentiös“ und „voller Farbe und Brisanz“. Alfred Böhme schrieb im Neuen Deutschland: „So fördert der Autor eine genauere Kenntnis von der Wirklichkeit in einer Welt, die bis heute oft noch mit den Klischees einer überholten bürgerlichen Abenteuerliteratur gesehen wird.“ Während Peter Hahn in der Sächsischen Zeitung seine in dieselbe Richtung gehende ausführliche Besprechung mit der Leseempfehlung des „gut geschriebenen“ Buches schloss, sah seine Kollegin Regina Karachouli von der Leipziger Volkszeitung in dem „anregenden“ wie „spannenden“ Buch auch Anflüge von „Überlegenheitsgefühlen“ und „Besserwisserei“ beim Autor.
Delau beschäftigt sich seit mehr als zwei Jahrzehnten mit der sächsischen Geschichte vom barocken Dresden und der augustäischen Zeit bis zum Wiederaufbau der Frauenkirche. Ergebnisse publiziert er seit 1989, ab den 2000er-Jahren gab es oft pro Jahr mehrere Buchveröffentlichungen von ihm. Daneben schreibt Delau seit 1991 für verschiedene Zeitungen wie die Sächsische Zeitung oder bis zu deren Einstellung die Neue Zeit Heimatgeschichtliches und Kulturpolitisches sowie über Wirtschaftsbeziehungen.

## Auszeichnungen
- 1975, 1977: Aktivist der sozialistischen Arbeit

## Werke (Auswahl)
- (mit Axel Schulze:) Zeit für Zaubersprüche. Aus dem Tagebuch eines Journalisten. Mitteldeutscher Verlag, Halle (Saale) 1974.
- Gelächter an den Pyramiden. Geschichten, Episoden, Porträts und Interviews. Mitteldeutscher Verlag, Halle (Saale), 1977.
- Versuchung am Nil. Erzählung. Mitteldeutscher Verlag, Halle (Saale) / Leipzig 1980.
- Moscheen und Mandelblüten. Leben in Libyen. Fotos Reinhard Delau, Eberhard Klöppel, Siegfried Thiemel, Lothar Stein. Mitteldeutscher Verlag, Halle (Saale) / Leipzig 1984.
- Ein heißer Wüstentag. Erzählungen. Mitteldeutscher Verlag, Halle (Saale) / Leipzig 1985.
- August der Starke. Bilder einer Zeit. Fotografiert von Hans-Ludwig Böhme. Mitteldeutscher Verlag, Halle (Saale) / Leipzig 1989, ISBN 3-354-00509-2.
- Die Wunder von Epidauros. Eine Reise durch Griechenland. Mit 16 Fotos vom Autor. Mitteldeutscher Verlag, Halle (Saale) / Leipzig 1990, ISBN 3-354-00625-0.
- Dresden (= mdv-Miniaturen; 1). Fotografien von Udo Pellmann, Text von Reinhard Delau. Mitteldeutscher Verlag, Halle (Saale) 1992, ISBN 3-354-00784-2.
- Die sächsische Weinstraße. Kulturlandschaft im Elbtal. Fotos von Hans-Ludwig Böhme, Text von Reinhard Delau. Mitteldeutscher Verlag, Halle (Saale) 1994, ISBN 3-354-00814-8.
- Taschenbergpalais Dresden. Vom Coselschen Haus zum Grandhotel. Fotos von Jörg Schöner, Text von Reinhard Delau. Mitteldeutscher Verlag, Halle (Saale) 1995, ISBN 3-354-00854-7.
- Maria Aurora von Königsmarck. Mätresse und Diplomatin Augusts des Starken (= Kurzweiliges; Nr. 15). Tauchaer Verlag, Taucha 1997, ISBN 3-910074-57-X. (2001 auch in dreibändiger Schuber-Ausgabe: Berühmte Persönlichkeiten am sächsischen Hof. ISBN 3-89772-027-2.)
- Lothar Willmann: Dresden. Zeithistorische Luftbilder. Texte von Peter Jacobs und Reinhard Delau. Edition Klageo, Berlin 1998, ISBN 3-9804154-1-4.
- Sächsische Schlösserverwaltung (Hrsg.): Sachsens schönste Schlösser, Burgen und Gärten. Text: Reinhard Delau. Edition Leipzig, Leipzig 1998, ISBN 3-361-00467-5.
- (mit Lothar Sprenger:) Schmidts Erben. Die Deutschen Werkstätten Hellerau. Verlag der Kunst, Amsterdam / Dresden 1998, ISBN 90-5705-105-2.
- Pöppelmann – Baumeister des Königs (= Kurzweiliges; Nr. 25). Tauchaer Verlag, Taucha 1998, ISBN 3-910074-87-1. (2001 auch in dreibändiger Schuber-Ausgabe: Berühmte Persönlichkeiten am sächsischen Hof. ISBN 3-89772-027-2.)
- Sachsens Glanz und Preußens Stiefel (= Tatsachen; Nr. 23). Tauchaer Verlag, Taucha 2003, ISBN 3-89772-069-8.
- Die Frauenkirche. Eine Chronik von 1722 bis heute. Edition Sächsische Zeitung, Dresden 2004, ISBN 3-910175-12-0.
- (mit Jens Christian Giese:) Die Dresdner Frauenkirche. Ein Tagebuch des Wiederaufbaus. Edition Sächsische Zeitung, Dresden 2005, ISBN 3-938325-07-0.
- Anekdoten aus 800 Jahren Dresden. Edition Sächsische Zeitung, Dresden 2005, ISBN 3-938325-18-6.
- August der Starke und seine Mätressen. Edition Sächsische Zeitung, Dresden 2005, ISBN 3-938325-06-2. (2017 Neuausgabe bei Saxo-Phon, ISBN 978-3-943444-63-6.)
- Der Fürstenzug in Dresden. Edition Sächsische Zeitung, Dresden 2005, ISBN 3-938325-12-7.
- Dresdner Frauenkirche 2007. Creutz, Coswig b. Dresden 2006, ISBN 3-9809488-8-9.
- Die Kirche. Historischer Roman. Edition Sächsische Zeitung, Dresden 2008, ISBN 978-3-938325-51-3.
- Er ist im Grund ein Melancholiker. Anekdoten über August den Starken. Gesammelt und aufgeschrieben von Reinhard Delau. Eulenspiegel Verlag, Berlin 2009, ISBN 978-3-359-01324-2.
- Dresden. Zwei Städte am Fluss. Edition Sächsische Zeitung, Dresden 2009, ISBN 978-3-938325-66-7.
- Brüder, es brennt, es brennt. Napoleonzeit in Sachsen. Edition Sächsische Zeitung, Dresden 2012, ISBN 978-3-943444-10-0.
- Sachsens erster König. Friedrich August I. Saxo-Phon, Dresden 2015, ISBN 978-3-943444-40-7.
- Morde, Skandale, Gier. Heikles aus Sachsen. Tauchaer Verlag, Taucha 2015, ISBN 978-3-89772-258-3.
- Martin Luther. Rebell und Reformator. Saxo-Phon, Dresden 2016, ISBN 978-3-943444-54-4.

## Radioreportagen
- 1971: Hausmusik, Berliner Rundfunk